# Couronne

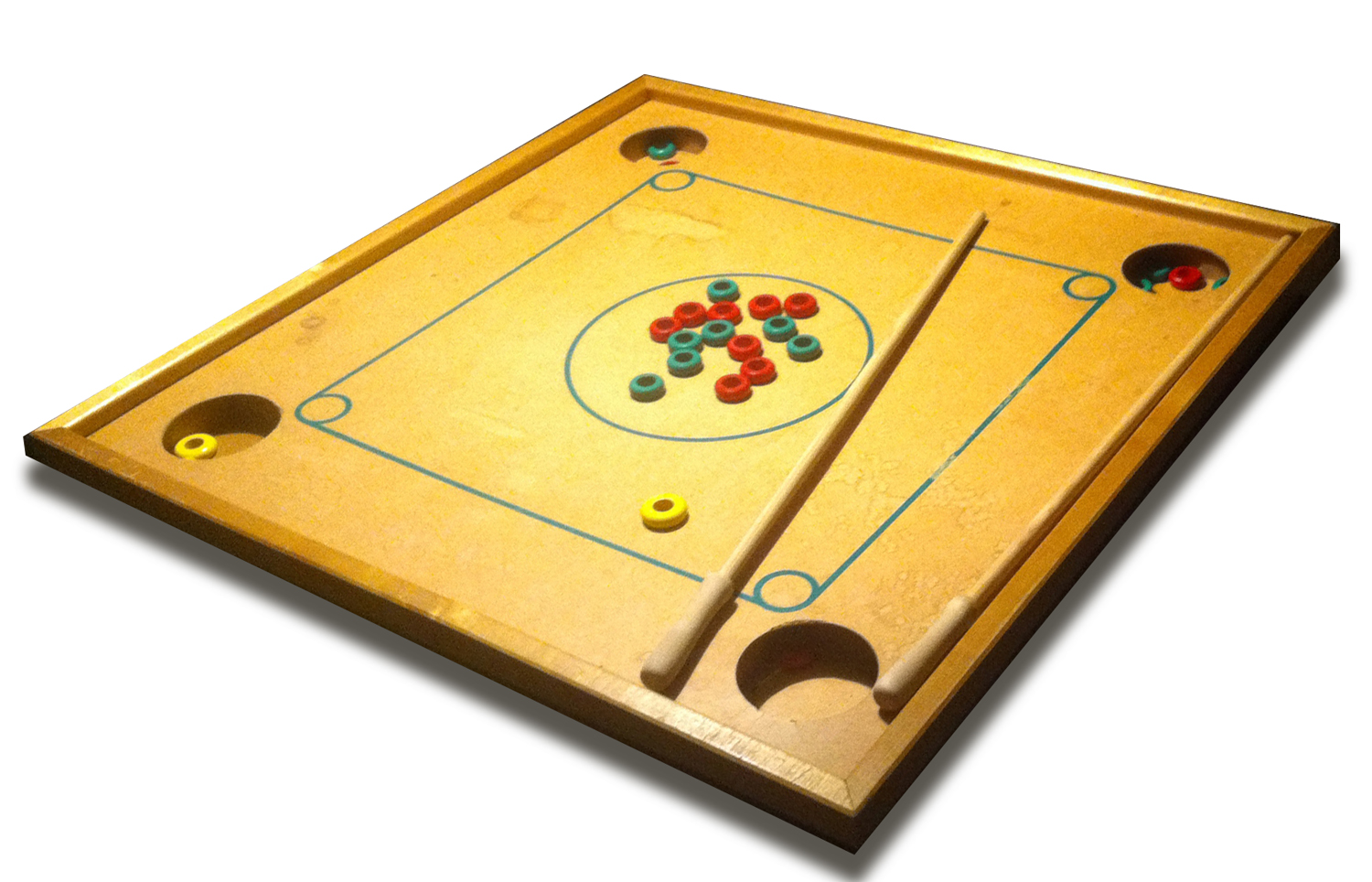
Klassiskt svenskt couronne-spelbräde i masonit med köer och ringar.

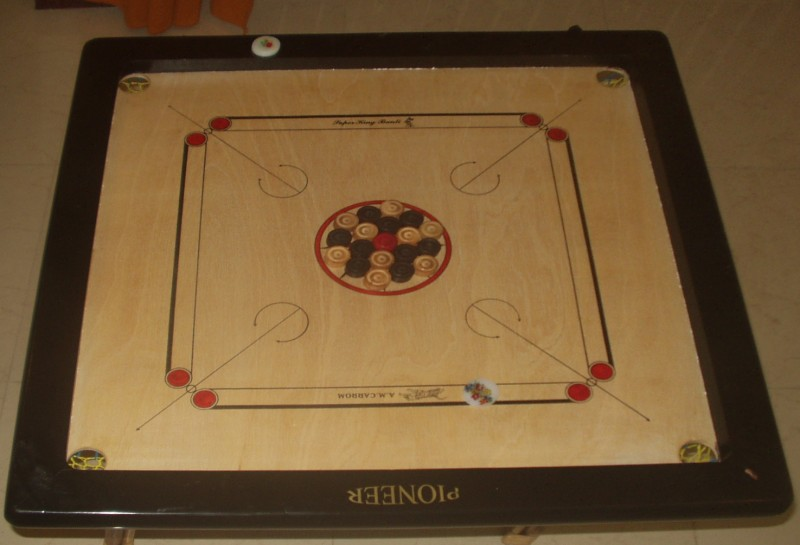
Carrom-spelbräde.

Couronne, eller koronn, även kallat corona är en variant av brädspelet carrom som tros ha sitt ursprung i Indien.. Spelet påminner även om den estniska och lettiska nationalsporten Novuss eller Koroona, som anses ha utvecklats som en marint användbar variant av biljard (mer mobilt och inga klot som rullar).
Det finns även flera mer eller mindre liknande spel av fransk-kanadensiskt ursprung (ex. Crokinole, Pichenotte och Pitchnut).

## Regler
Spelet spelas av två till fyra spelare som delar upp sig i två lag. Varje lag ska försöka slå sina femton träringar ned i hålen på spelbrädet. Till detta används köer och speciella stötringar. Det lag som får ned sina ringar först vinner.